# Daewoo Classic
De Daewoo Classic is een jaarlijks golftoernooi voor vrouwen in Zuid-Korea, dat deel uitmaakt van de LPGA of Korea Tour. Het werd opgericht in 2010 en vindt sindsdien telkens plaats op de golfbanen van de Phoenix Park Resort in Pyeongchang.
Het toernooi wordt gespeeld in een strokeplay-formule van drie ronden (54-holes).

## Winnaressen
| Jaar                          | Winnares       | Score          | Score          | Info                            |
| Daewoo Classic                | Daewoo Classic | Daewoo Classic | Daewoo Classic | Daewoo Classic                  |
| ----------------------------- | -------------- | -------------- | -------------- | ------------------------------- |
| 2010                          | Lee Bo-mee     | 206            | –10            |                                 |
| GoldenAge Cup Daewoo Classic  |                |                |                |                                 |
| 2011                          | Park You-na    | 211            | –5             |                                 |
| KDB Daewoo Securities Classic |                |                |                |                                 |
| 2012                          | Pak Se-ri      | 200            | –16            |                                 |
| 2013                          | Bae Hee-kyung  | 205            | –11            |                                 |
| 2014                          | Chun In-gee po | 204            | –12            | Won de play-off van Kim Ha-neul |

| Toernooirecord |

 Lotte Mart Women's Open ·
 Nexen Saint Nine Masters ·
 Edaily Ladies Open ·
 Woori Ladies Championship ·
 Doosan Match Play Championship ·
 E1 Charity Open ·
 Lotte Cantata Women's Open ·
 S-OIL Champions Invitational ·
 Korea Women's Open ·
 Kumho Tire Women's Open ·
 Jeju Samdasoo Masters ·
 Hanwha Finance Classic ·
 KyoChon Honey Ladies Open ·
 Nefs Masterpiece ·
 MBN Women's Open ·
 Charity High1 Resort Open ·
 YTN-Volvik Women's Open ·
 KLPGA Championship ·
 Daewoo Classic ·
 Pak Se-ri Invitational ·
 Hite Championship ·
 LPGA KEB-HanaBank Championship ·
 KB Star Championship ·
 Seoul Ladies Classic ·
 ADT CAPS Championship ·
 Chosun Ilbo Championship ·
 China Women's Open